# 島の海

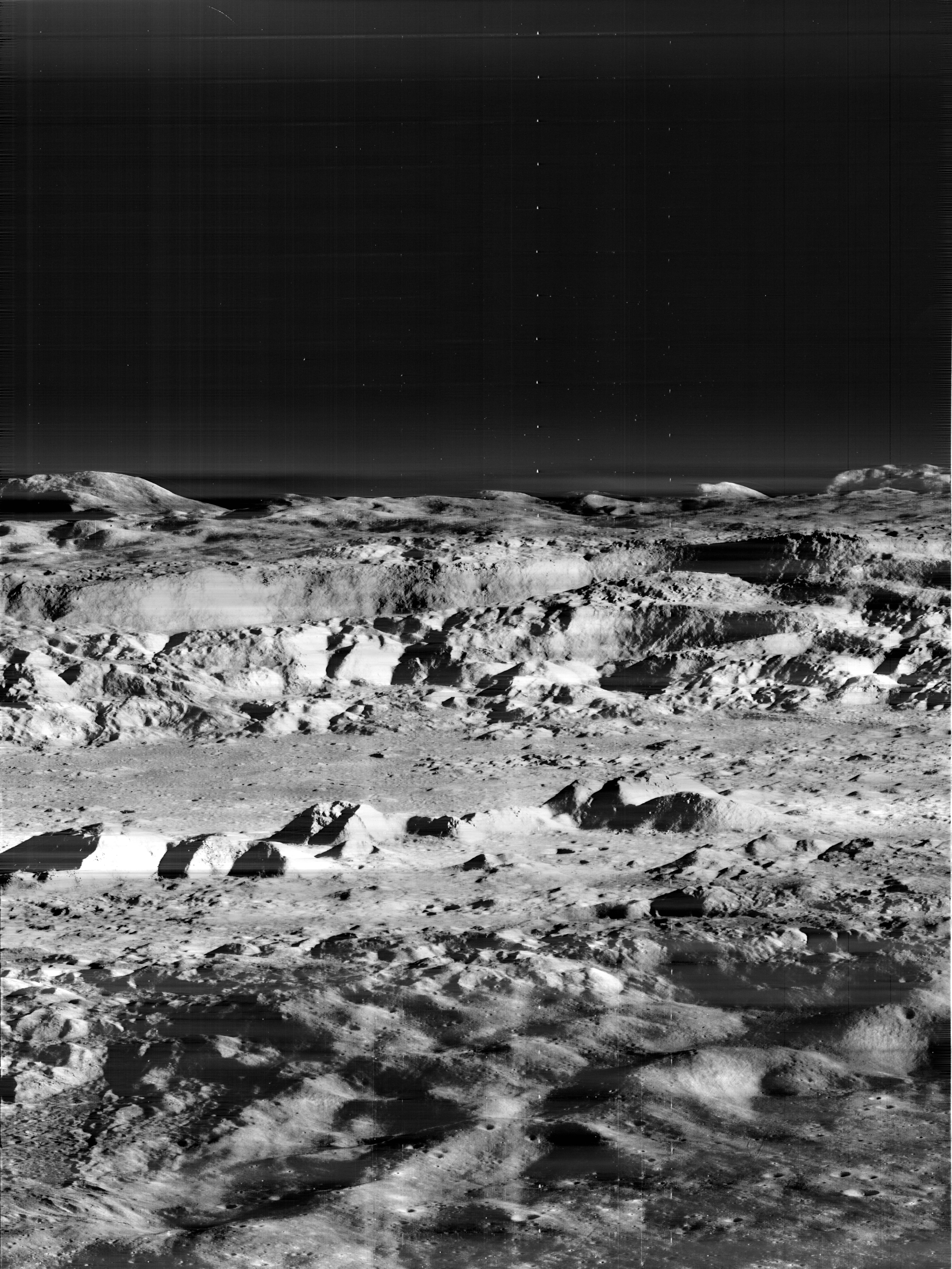
島の海

島の海（しまのうみ、ラテン語:Mare Insularum）は雨の海の南に位置する月の海であり、月の表側にある。月の海は前期インブリウム代に作られた盆地であり、後期インブリウム代の地層が島の海の表面を覆っている。島の海の東にはコペルニクスが、島の海の西はケプラーがある。嵐の大洋の東部に位置している。
コペルニクスは月のクレーターの中で最も目立つクレーターの一つであり、ケプラーとコペルニクスは太陽光によって際立つ存在となっている。これらのクレーターの近くにはフラ・マウロがある。